# Tathorhynchus plumbea
Tathorhynchus plumbea là một loài bướm đêm trong họ Erebidae.